# Musée de la Guerre de 1870 et de l'Annexion
Le musée de la Guerre de 1870 et de l'Annexion, également musée de Gravelotte, est un musée de site bilingue présentant la guerre franco-allemande de 1870 et ses conséquences, notamment l'annexion de l'Alsace et de la Moselle de 1871 à 1919. À proximité des monuments et champs de bataille d'août 1870, le musée est un élément essentiel de compréhension de cette période. Propriété du Conseil départemental de la Moselle, il fait partie du réseau Moselle Passion qui fédère, en 2020, huit sites touristiques de Moselle,.

## Contexte historique
La bataille de Gravelotte, connue aussi comme la  bataille de Saint-Privat, une localité proche de Gravelotte, s'est déroulée le 18 août 1870 lors de la guerre franco-prussienne, à une dizaine de kilomètres à l'ouest de Metz. Après le traité de Francfort et l'annexion de la Moselle à l'Allemagne, l'empereur Guillaume Ier visite ce champ de bataille, qu'il nomme « le tombeau de ma garde », et fait ériger de nombreux monuments commémoratifs sur les lieux mêmes de la bataille.

## Anciens musées
Les combats de 1870, à proximité de Metz, ont marqué les esprits par leur violence, donnant naissance à l'expression Ça tombe comme à Gravelotte. C'est donc dès le début de l'annexion, en 1875, qu'un premier musée commémoratif est créé dans la commune meurtrie. Le Kriegsmuseum, « musée de guerre » à l'époque, est construit dans un style martial, avec une plate-forme à créneaux, garnie d'échauguettes. En 1905, la halle du Souvenir, un monument commémoratif, est inauguré par l'empereur Guillaume II, non loin du musée. Le musée devient communal lors du retour de la Moselle à la France en 1919. Détruit par les Américains en 1944, au cours de la bataille de Metz, il est rouvert en 1958. Devenu vétuste, l'ancien musée ferme à la fin des années 1990, ses collections étant reprises par le conseil général de la Moselle.

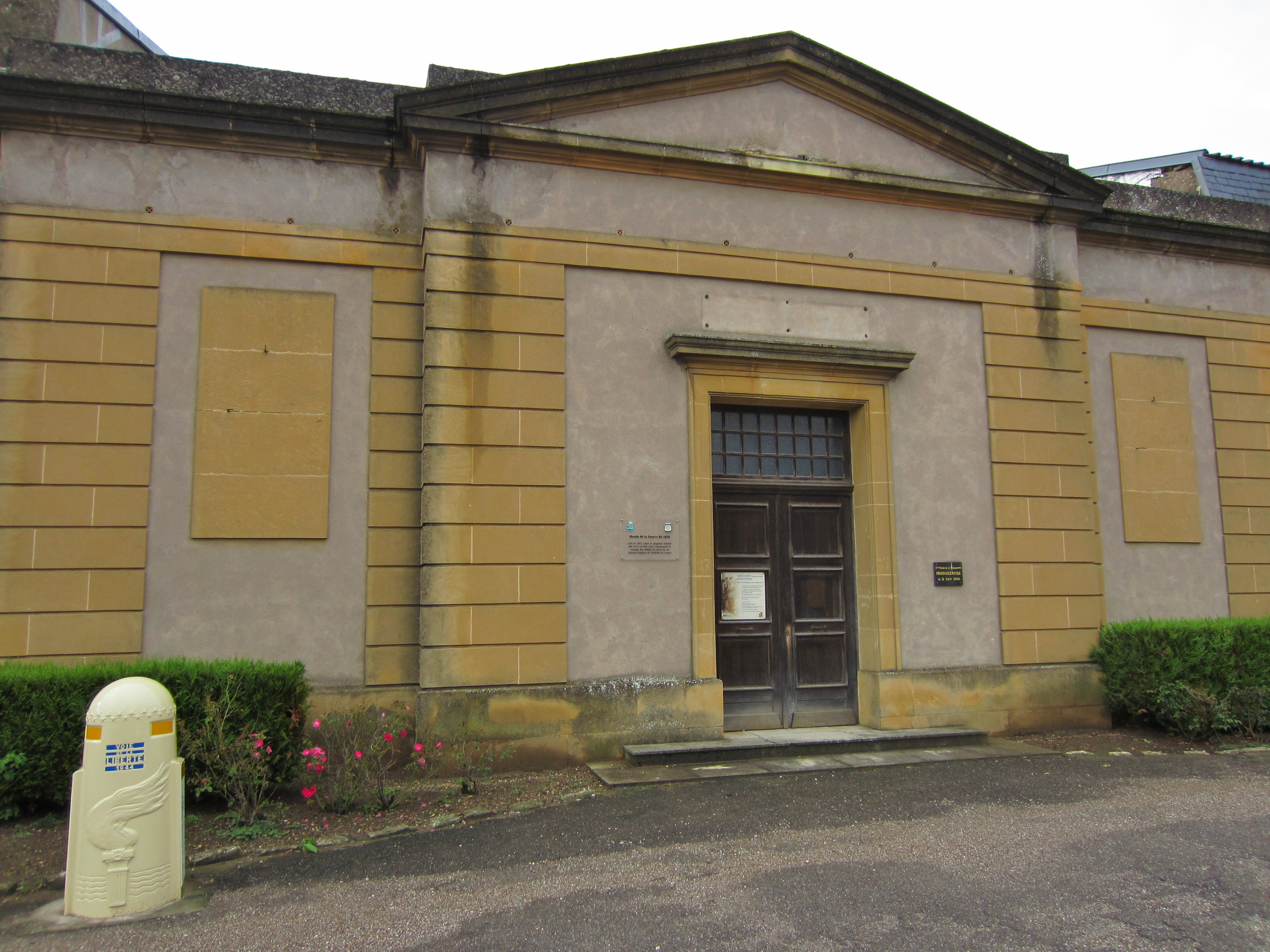
Ancien musée militaire.

Le musée conserve également en dépôt l'ensemble des collections de l'ancien musée militaire Faller, du nom du chanoine Joseph Faller, son fondateur, qui était situé à Mars-la-Tour.

## Musée actuel
À la fin des années 2000, un nouveau projet muséographique voit le jour. Le nouveau musée ouvre ses portes en avril 2014. Installé dans un nouveau bâtiment dû à l’architecte Bruno Mader, la muséographie est confiée à Pierre Verger. Situé face à l'ancienne halle du Souvenir, à proximité des monuments commémoratifs et du champ de bataille d'août 1870, le musée est un élément essentiel de compréhension de cette histoire oubliée. L'exposition permanente présente ses collections militaires, mais aussi des peintures, comme les fragments du « Panorama de Rezonville » d'Édouard Detaille, des sculptures et des documents sur le sujet, dans un espace muséographique de 900 mètres carrés.
Labellisé musée de France, il est le seul musée dont les collections sont exclusivement destinées à raconter l'histoire de la guerre de 1870 et de l'annexion allemande.
La façade en verre est recouverte de panneaux en laiton patiné rotatifs, pour rappeler la matière utilisée dans les canons de l'époque.